# Abbaye de Montebourg
L'abbaye Notre-Dame de l'Étoile de Montebourg est un ancien monastère bénédictin du XIe siècle reconstruit de 1892 à 1933, qui se dresse sur le territoire de la commune française de Montebourg, dans le département de la Manche, en région Normandie. Racheté en 1842, elle abrite de nos jours un collège privé et un lycée agricole.

## Historique

### La fondation

#### Légende
Une légende, mise par écrit au XVe siècle, raconte la fondation de l’abbaye de Montebourg : partis du Mont-Cassin — d'où le gentilé de Montebourg : Cassins — deux ermites s’arrêtent un soir sur une plage normande. L’un des deux décide de dormir dans une barque échouée sur le rivage ; le deuxième, Roger, préfère dormir sur la plage. Mais la marée emporte la barque et son occupant qui arrive, après une navigation aléatoire, sur les côtes anglaises, où il est élu évêque par la population stupéfaite par ce miracle.
En Normandie, Roger, au matin, part à la recherche de son compagnon disparu. Fatigué, il s’arrête un soir au pied d’une colline, à Montebourg. Il s’endort et rêve qu’une étoile tombe au sommet de la colline, pendant que la Vierge lui intime l’ordre de construire là un oratoire en son honneur. Roger s’exécute.
Le miracle arrive aux oreilles du duc Guillaume, qui revenait d’Angleterre par le port de Barfleur, au nord de Montebourg. Celui-ci lui cède alors des terres, des matériaux et des droits divers dans les forêts du Cotentin afin que Roger élève un monastère en l’honneur de la Vierge,.

#### Ce que l’on sait de la fondation
Le monastère semble avoir été fondé par le duc Guillaume le Conquérant, après 1066, et la conquête de l'Angleterre. Aucune date ne peut être affirmée, en l’absence d’une charte de fondation subsistant encore aujourd’hui. Les seuls renseignements sur la création de la maison bénédictine de Montebourg nous sont donnés par deux brefs des ducs Guillaume le Conquérant et Robert Courteheuse, par des actes du XIIe siècle, qui parlent de Willelmus rex qui Angliam conquisivit (« roi Guillaume qui a conquis l’Angleterre ») et par des chroniqueurs du XIIe siècle (Robert de Torigni, Orderic Vital, Guillaume de Jumièges). Une charte, attribuée parfois à Guillaume le Conquérant, parfois à son fils Guillaume le Roux, a été publiée au XVIIe siècle dans la Neustria Pia du Père Arthur du Monstier, et dans la Gallia Christiana (tome XI). Or, cette charte est un faux, montage d’extraits des actes de confirmation du XIIe siècle, et dont les seules copies connues datent du XVe siècle. Une de ces copies est d’ailleurs contenue dans le Martyrologe de Montebourg de 1448. Donc, les conditions de la fondation de l’abbaye de Montebourg sont encore peu claires.
On connaît néanmoins quelques éléments sûrs concernant le patrimoine de l’abbaye à ses débuts grâce au cartulaire de l’abbaye de Montebourg, aujourd’hui conservé au département des Manuscrits de la Bibliothèque nationale de France. C’est dans un domaine ducal qu’elle a été bâtie. Guillaume le Conquérant a même donné au nouveau monastère l’emplacement, sur une colline, proche d’un cours d’eau, des droits de coupe de bois et de tous matériaux nécessaires à l’édification des bâtiments, à prendre dans les forêts de Montebourg et de Brix, non loin de là.

### Développement auXIIesiècle
Après la mort du Conquérant, le 9 septembre 1087, ses trois fils, Guillaume le Roux, Robert Courteheuse et Henri Beauclerc se battirent pour la succession sur les trônes ducal de Normandie et royal d’Angleterre. Cette période troublée voit se confirmer l’alliance d’Henri Beauclerc avec un certain nombre de seigneurs du Cotentin, en particulier Richard de Reviers, seigneur de Néhou et de Vernon. À une date inconnue entre 1100 et 1107, Henri donne le patronage de l’abbaye à ce Richard en guise de remerciement pour sa fidélité.
La famille de Richard de Reviers n’a alors pas été seule à doter richement l’abbaye. Les ducs-rois anglo-normands (Henri Ier Beauclerc, Geoffroy Plantagenêt, Étienne de Blois, Henri II Plantagenêt), les évêques et archevêques de la province ecclésiastique de Rouen, ont souvent confirmé les dons des laïcs. Vers 1150, Hugues d'Amiens, évêque de Rouen édite une charte donnant confirmation à l'abbé Gauthier Ier des possessions de l'abbaye, parmi lesquelles l'église et la chapelle de Gatteville.
Ces dons ont afflué lentement entre la fondation et le début des années 1140. Ils se sont multipliés jusqu’aux années 1180, moment auquel ils deviennent moins nombreux. Ces donations étaient le fait aussi bien de grands seigneurs normands que de leurs vassaux ou de simples laïcs.
Les moines sont alors devenus de grands propriétaires terriens, de domaines situés surtout dans le Cotentin, et qui d’ailleurs étaient du fief des seigneurs de Néhou, descendants de Richard de Reviers. Les biens de l’abbaye de Montebourg s’étendaient aussi dans le Bessin, voire en haute Normandie, à Vernon, et en Angleterre, dans le Devon, le Dorset, le Berkshire et dans l'ile de Wight. En outre, ils partageaient, avec les barons de Bricquebec, les Bertran, un droit de port à Quinéville, propriété de la famille de Courcy, où ils faisaient transiter des tonneaux de vin de Vernon.
Ces biens étaient des dîmes, des droits en argent et en nature, de la part de leurs tenanciers : des céréales, du vin, des œufs, de l'argent parfois. C'est donc une abbaye riche qui entre dans le domaine royal en 1204, quand Philippe Auguste s'empare de la Normandie.

#### Encadrement religieux

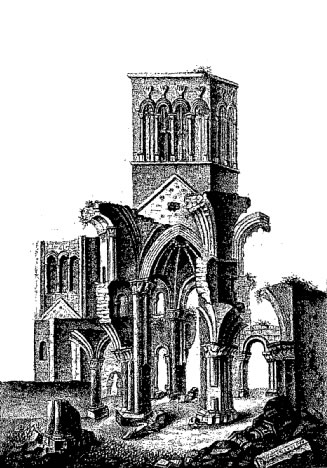
Ruines de l'abbaye de Montebourg en 1825.

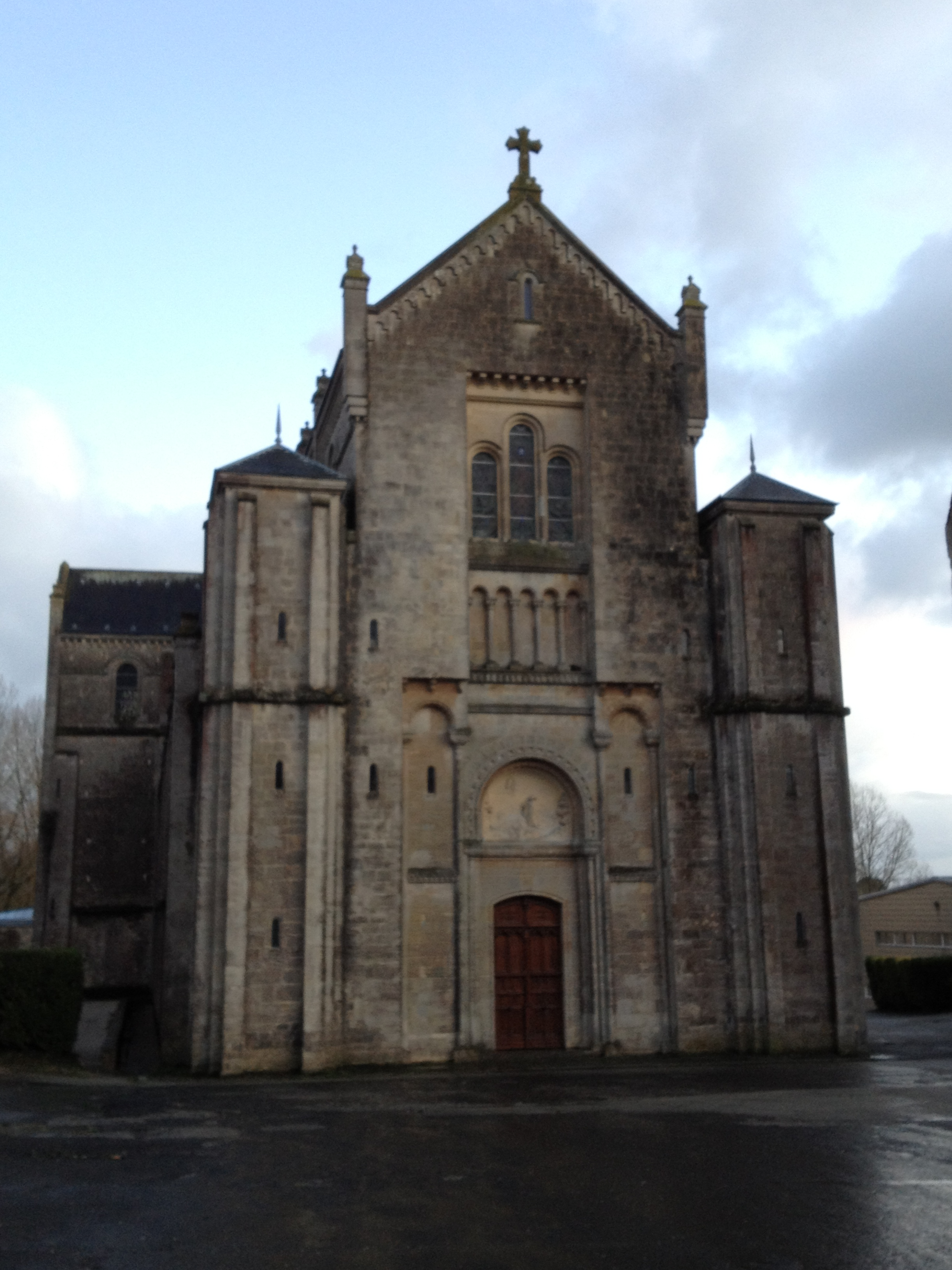
L'abbatiale de nos jours.

Par la suite, la nouvelle abbaye Notre-Dame de l'Étoile se développe tout au long du XIIe siècle, recevant des dons nombreux de toutes les catégories de la population (seigneurs, paysans, etc.. Ses biens, temporels et spirituels, sont situés dans tout le duché de Normandie, surtout dans l'est du Cotentin, et même en Angleterre, surtout dans le Devon et le Dorset. Les moines de Montebourg encadrent alors la population du Cotentin, présentant les prêtres des paroisses à l'évêque de Coutances pour qu'il les nomme.
Les nombreux donateurs ont aussi permis aux moines de fonder des prieurés. Et ce surtout dans les années 1150, à l’exception du prieuré anglais de Loders, fondé depuis 1100-1107 par le même Richard de Reviers qui avait reçu le patronage de l’abbaye.
La création d’un prieuré Saint-Michel au milieu du siècle à Vernon, siège haut normand de la famille de Reviers-Vernon, a permis aux moines de Montebourg d’acheminer du vin depuis la vallée de la Seine jusqu’à Montebourg, via probablement le port de Quinéville. D’autres prieurés ont aussi été fondés : un prieuré et sa chapelle Sainte-Marie-Madeleine à Néville-sur-Mer, dans le nord Cotentin ; à Néhou, à la place d’une communauté de chanoines séculiers créée par Richard de Reviers vers 1100-1107 et Saint-Jean de Montrond, dans la forêt de Néhou. L'abbaye avait établi un moine sur l'île de Sercq, dans le prieuré Saint-Magloire. En Angleterre, outre le prieuré de Loders, dans le Dorset, dont le prieur s'intitulait parfois « prieur de Loders et d'Axmouth », qui était l'église d'un important domaine à l'embouchure de l'Axe, dans le Devon, Montebourg possédait le prieuré d'Appuldurcombe, établi au XIIIe siècle, regroupant différents domaines concédés progressivement à l'abbaye depuis la première donation de Richard de Reviers v. 1107. Ces prieurés étaient dotés en particulier, mais les moines les desservant étaient des moines de Montebourg.

#### Foires et marchés
Les moines de Montebourg disposaient des droits de percevoir les taxes (comme le tonlieu, les coutumes, les péages) lors des foires et du marché hebdomadaire de Montebourg. Ces foires se tenaient le 2 février (jour de la Purification de la Vierge), le 15 août (jour de l’Assomption de la Vierge) et le jeudi de l’Ascension. Les moines percevaient aussi les droits lors de la foire de Montfarville et la moitié des droits lors de la foire de la Saint-Laurent à Tocqueville.

### XIIIe–XVesiècle
Le monastère de Montebourg s’est considérablement développé au XIIe siècle. C'est au XIIIe siècle que se développe le pèlerinage à Notre-Dame-de-l'Étoile, assorti par le pape Nicolas IV, en 1290, d'indulgences, aux fêtes de la Nativité de la Vierge, de la Purification, de l'Annonciation et de l'Assomption.
Au XIIIe siècle, l’archevêque de Rouen Eudes Rigaud est passé lors de ces voyages pastoraux dans toute la province ecclésiastique : il est venu trois fois à Montebourg ; en 1250 tout d'abord, il constata que trente-sept moines vivaient là, recevant trois cents livres de rente par an ; le 27 mai 1256 (le 6 des calendes de juin), il dénombra trente-deux moines ; enfin en 1266, l'abbaye comptait trente-six moines. Les principaux bienfaiteurs de l'abbaye au XIIIe siècle restent la famille de Reviers-Vernon, et notamment Guillaume de Vernon (mort en 1277-1278), dernier représentant de cette famille. Ce dernier accorde en 1234 la libre élection aux moines de Montebourg.
Au début du XIVe siècle, l’abbé Pierre IV Ozenne fait reconstruire l’église paroissiale Saint-Jacques à l'emplacement d'une première église dont les restaurations d'après 1944 ont fait apparaître les fondations. La deuxième moitié du siècle est aussi celui du déclenchement de la guerre de Cent Ans, qui frappa aussi le Cotentin, alors passé sous la domination de Charles de Navarre.
Lorsque Philippe de Navarre fait appel à Édouard III, roi d'Angleterre, pour l'aider dans la lutte contre le roi de France, le duc de Lancastre arrive avec 2 500 hommes à Saint-Vaast-la-Hougue le 18 juin 1356. Ces derniers font leur première étape à l'abbaye de Montebourg, le 22 juin. Les auteurs contemporains ne s'accordent pas sur le fait de savoir si l'abbaye a été pillée ou non. L'abbaye devient une base des troupes anglaises reprise en 1375 par les Français et confiée à Guillaume de Bordes. Trois ans plus, en 1378, c'est le « grand vuidement », les autorités françaises exigent l'évacuation de tout le Cotentin pour priver les Anglais (basés à Cherbourg) de ressources (alimentaires notamment). Là encore, précise François Neveux, « on ne sait pas si la forteresse [centrée sur l'abbaye] fut conservée ou non par les Français ».
En 1417, les Anglais reviennent en Normandie, mais cette fois une résistance urbaine et cléricale se met en place. C'est ainsi qu'en 1440, des nobles et des notables du Cotentin s'associent dans une conjuration commune qui comptait notamment Guillaume aux Épaules, gardien du puissant château de Néhou, Guillaume Osber, vicomte de Valognes, et Guillaume Guérin, abbé de Montebourg.
Cet abbé, après la fin de la guerre de Cent Ans, s'occupe énergiquement à reconstruire l'abbaye qui a beaucoup souffert. À sa mort en 1462, l'abbaye est redevenue florissante et devient une des premières abbayes à passer sous la commende dès 1466.

### L'époque moderne (XVIe–XVIIIesiècle)

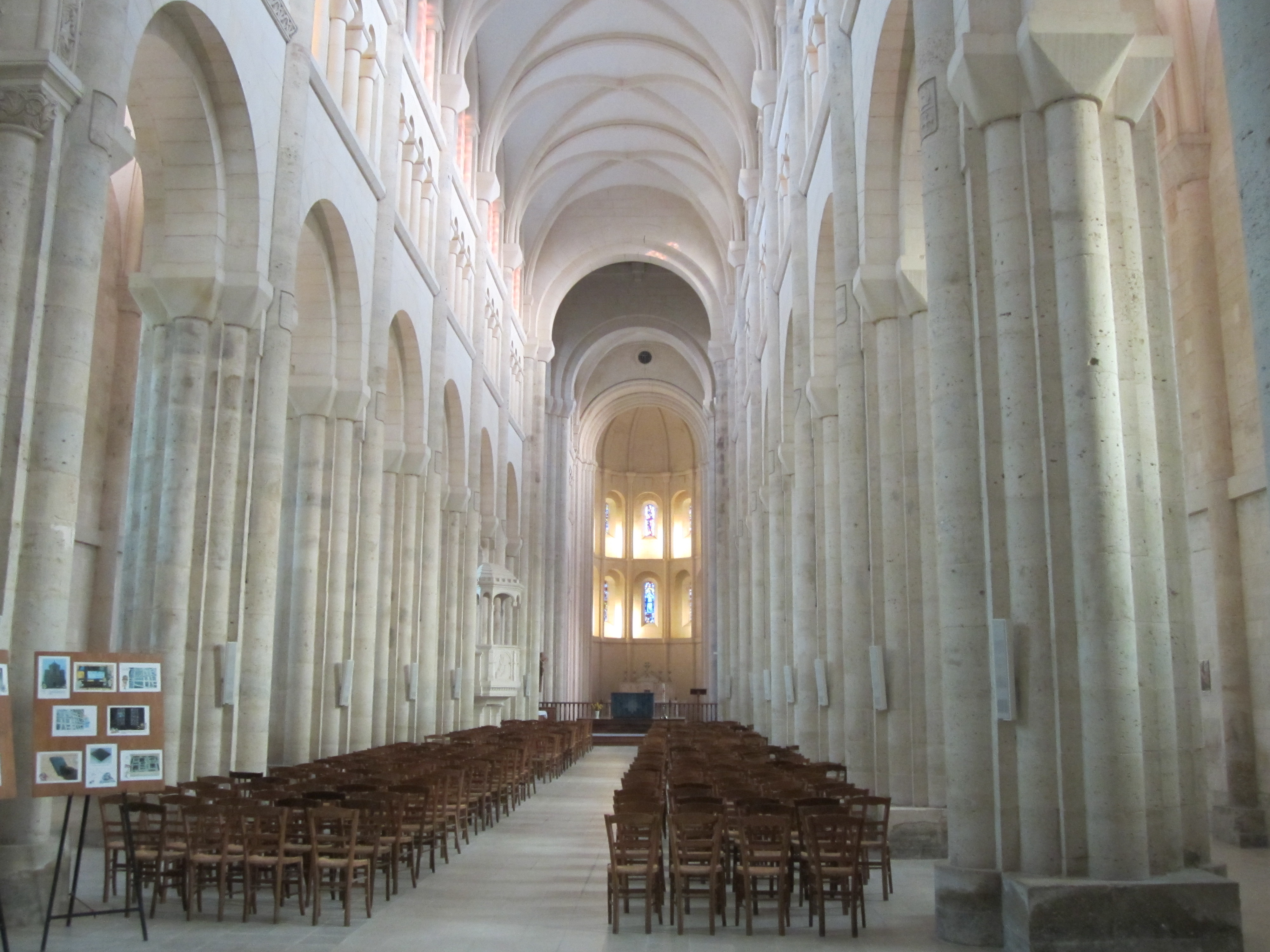
La nef.

En 1562, les Huguenots investissent le bourg et pillent l’abbaye.
Les abbés commendataires, contrairement aux idées reçues, s'occupent de l'abbaye et de son bourg : en 1585, l’abbé Bon de Broë fonde la première école à Montebourg dans un immeuble qui borde la rue des Écoles (ou rue Verglais, du nom d’un curé de Montebourg au temps de François Ier). En 1718, l'abbé de Montebourg, Carbonnel de Canisy, ancien évêque de Limoges, fonde l’hôpital-hospice, pour lutter contre la misère des plus pauvres et pour donner un asile aux infirmes, aux vieillards et aux enfants abandonnés de Montebourg. Enfin en 1780, l’abbé de Talaru (qui est évêque de Coutances) transforme l'abbaye de Montebourg en maison de retraite pour vieux prêtres. Il n’y avait plus qu’un seul moine, Dom Claude Jacquetin. Pour donner du travail aux Montebourgeois et aussi aux Montebourgeoises, il crée un atelier de coutil (dont la réputation se maintiendra jusqu’au bord du XXe siècle) et un atelier de dentelle.

### La Révolution française
Lors de la Révolution française, l'abbaye de Montebourg est vendue comme bien national de première origine à un particulier qui commence à démonter les bâtiments conventuels pour en prendre les pierres. En 1818, l'érudit normand Charles de Gerville assiste impuissant à la destruction des derniers bâtiments, dont l'église qui avait été bâtie au XIIe siècle et dédicacée en 1152 par l'archevêque de Rouen Hugues d'Amiens, en présence d'Henri Plantagenêt, futur roi d'Angleterre.
Il subsiste aujourd'hui du XIIe les fonts baptismaux (conservés dans l'église paroissiale) et la pierre tombale de Richard de Reviers, seigneur de Néhou et de Vernon, qui a obtenu du duc-roi Henri Ier Beauclerc, la garde de l'abbaye. Il en était devenu le patron, récompense du duc pour sa loyauté lors de la guerre civile qui a éclaté à la mort du Conquérant entre ses trois fils (1087-1106).

### XIXe–XXesiècle
Delamare, alors vicaire général de Coutances, acheta l’abbaye en 1842 pour y installer la congrégation naissante des Frères des écoles chrétiennes de la Miséricorde. En 1892, Abel-Anastase Germain, évêque du diocèse, demande aux religieux de reconstruire la vieille abbatiale rasée. L’entreprise commence mais les lois « Combes » chassent les frères de France. Ils reviennent et continuent la reconstruction de l’abbaye dans les années 1920, l’inauguration a lieu en 1936. Le nombre des Frères de la Miséricorde diminuant, ils sont amenés à fusionner avec les Frères des écoles chrétiennes en 1938.

## Description
L'abbatiale (1100-1152), avec un clocher central à la croisée du transept, reprend le plan bénédictin adopté à Bernay avec la nef à trois élévations : arcades, tribunes et fenêtres hautes. De l'ancienne abbaye médiévale il ne subsiste de nos jours qu'un mur et quelques bases de piliers du XIIe siècle dans la nef.
À l'intérieur, on peut voir une statue de saint Gilles avec sa biche. Il est invoqué contre les peurs.

## Mobilier

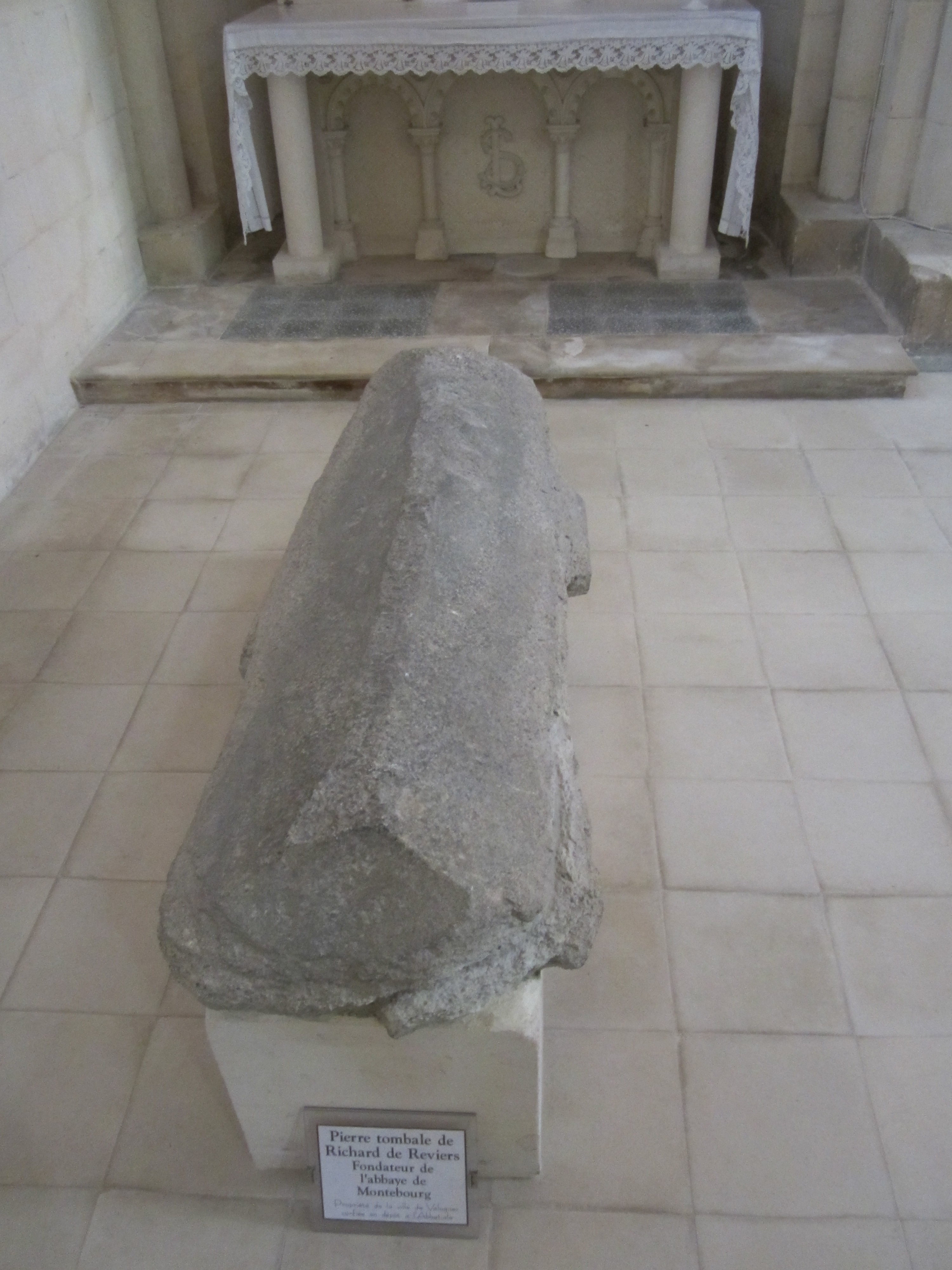
La pierre tombale de Richard de Reviers.

Parmi le mobilier, on peut voir la pierre tombale en marbre de Purbeck de Richard de Reviers. Avec son frère Baudouin, il fut l'un des principaux bienfaiteurs du monastère et obtient le privilège d'être inhumé au sein de l'église abbatiale, aux côtés des premiers abbés, probablement à l'intérieur de la chapelle Notre-Dame-de-l'Étoile. C'est dans cette dernière que se réunissait le chapitre et où son tombeau fut dessiné au XVIIe siècle par un corespondant de François Roger de Gaignières.
C'est Charles de Gerville qui, en 1817, récupéra le tombeau, daté probablement de la première moitié du XIIe siècle, dans les décombres de l'abbaye en ruine. Celui-ci de 190 × 66 cm en forme à double bâtière, rappelant les couvercles tectiforme des sarcophages mérovingiens, porte sur le chanfrein supérieur du couvercle une épigraphie en écriture onciale : Ric de reviers, Fundator hujus coenobium.

## Terriers, propriétés, revenus, dépendances
Aux environs de 1120, il est fait mention des poissons gras (cétacés fournissant du lard : baleines, marsouins, cachalots, etc.) pêchés entre la Saire et la baie des Veys par les Waumanni de Saint-Vaast, Lestre, Quinéville et Saint-Marcouf au profit de l'abbaye. De même, au tout début du XIIe siècle, l'abbaye se voit octroyer la dîme des pêcheries du moulin de la Perruque de Colomby, en même temps que celles des anguilles du moulin de Néhou. En 1312, est dressé l'inventaire des chartes de l'abbaye,.

### Dépendances
| Commune             | Possession                                            | Dpt | Date début           | Date fin | Commentaires |
| Angoville-en-Saire  | Église Notre-Dame-et-Saint-Blaise                     | 50  | 1163                 |          | Elle est donnée en 1163, par Guillaume de Beaumont dit le Moine, à l'abbaye. L'abbaye assure le patronage, mais c'est le curé d'Angoville qui perçoit la majeure partie des dîmes. |
| Carneville          | Église Saint-Malo                                     | 50  | XIIe siècle ?        |          | Elle est donnée par Corbin d'Agneaux avec le consentement de Robert de Carneville, prêtre. Henri II confirma la donation. |
| Gatteville-le-Phare | Église et chapelle de Gatteville                      | 50  | milieu XIIe siècle   |          | L'abbaye est en possession de l'église et de la chapelle de Gatteville et tous ses revenus. |
| Gonneville          | Église Saint-Martin et chapelle Saint-Jean du château | 50  | 1152                 |          | Les abbés nommaient à la cure. L'abbé percevait la dîme de toutes les gerbes (froment et avoine). |
| Néville-sur-Mer     | Église Saint-Martin                                   | 50  | milieu XIe siècle    |          | Les abbés reçurent peu après sa fondation l'église Saint-Martin de Néville-sur-Mer. D'après le Livre Noir (1251-1274), l'abbé percevait la moitié des poissons et les deux tiers de la dîme, évalués 40 livres avec 66 quartiers de froment. Le reste, estimé à 30 livres appartenait au curé. |
| Néville-sur-Mer     | Prieuré Saint-Benoît                                  | 50  | 1163                 | c. 1450  | Afin de doter la chapelle, l'abbaye reçut de son fondateur une charruée de terre dans le champ de la chapelle, la mare de Néville, la terre des Homets, les églises de Néville, Acqueville, Réthoville, Angoville, Varouville, la dîme du froment du Vey.                                      |
| Neuville-au-Plain   | Manoir de Neuville-en-Cotentin                        | 50  | c. 1155              |          | Les religieux reçoivent de Guillaume de Beaumont dit Le Moine, la dîme des poulains de ses cavales sauvages, élevées dans son manoir de Néville. |
| Réthoville          | Église Saint-Martin                                   | 50  | 1163                 |          | Guillaume de Beaumont dit le Moine donne le patronage de l'église à l'abbaye. Roger, Étienne et Richard, tous trois frères donnent les droits qu'ils détenaient sur l'église. L'abbé de Montebourg nommait le curé et recevait les deux tiers de la dîme, l'autre tiers étant dévolu au curé.  |
| Théville            | Église Notre-Dame                                     | 50  | avant le XIIe siècle |          | Guillaume de Théville, fils de Robert Estur de l'Isle, donne le patronage de l'église à l'abbaye. La donation est confirmée par son successeur, Henry de Tilly, et ensuite par le pape Adrien IV au XIIe siècle.                                                                               |

## Armes de l'abbaye
D'or, à une croix ancrée de sable.